# Зільс (озеро)
Зільс (Зільзер, Зільзерзее; нім. Silsersee, ромш. Lej da Segl) — високогірне озеро у Верхньому Енгадіні, кантон Граубюнден, Швейцарія. Назва походить від назви розташованого на його березі села Зільс. Зільське озеро є найпівденнозахіднішим у ланцюзі трьох великих озер Верхнього Енгадіну.

## Туризм
Озеро Зільс має популярність серед віндсерфінгістів, яхтсменів та кайтерів, завдяки стійким вітрам, що дмуть з перевалу Малоя.
Озеро Зільс лежить найвище з європейських озер, на яких здійснюється комерційне судноплавство з кінця червня по кінець вересня.